# Francesco Sirufo
Francesco Sirufo (ur. 1 stycznia 1961 w Castelluccio Inferiore) – włoski duchowny katolicki, arcybiskup Acerenzy od 2016.

## Życiorys
3 sierpnia 1986 otrzymał święcenia kapłańskie. Inkardynowany do diecezji Tursi-Lagonegro, pracował przede wszystkim jako duszpasterz parafialny. Był także m.in. nauczycielem licealnym, wykładowcą kilku instytutów teologicznych, wikariuszem sądowym oraz wikariuszem biskupim ds. duchowieństwa. W 2015 wybrany tymczasowym administratorem diecezji.
20 maja 2016 został mianowany przez papieża Franciszka arcybiskupem Acerenzy. Sakry udzielił mu 20 sierpnia 2016 biskup Vincenzo Carmine Orofino.